# スカンドリーリア
スカンドリーリア（伊: Scandriglia）は、イタリア共和国ラツィオ州リエーティ県にある、人口約3,200人の基礎自治体（コムーネ）。

## 地理

### 位置・広がり
リエーティ県のコムーネ。県都リエーティから南へ27kmの距離にある。

#### 隣接コムーネ
隣接するコムーネは以下の通り。括弧内のRMはローマ県所属を示す。
- リチェンツァ (RM)
- モンテフラーヴィオ (RM)
- モントーリオ・ロマーノ (RM)
- ネーロラ (RM)
- オルヴィーニオ
- ペルチーレ (RM)
- ポッジョ・モイアーノ
- ポッジョ・ナティーヴォ
- ポッツァーリア・サビーナ

### 気候分類・地震分類
スカンドリーリアにおけるイタリアの気候分類 (it) および度日は、zona E, 2338 GGである。
また、イタリアの地震リスク階級 (it) では、zona 2B (sismicità media) に分類される。

## 行政

### 分離集落
スカンドリーリアには、以下の分離集落（フラツィオーネ）がある。
- Ponticelli Sabino, Poggio Corese, Osteria Nuova